# Francisca Celsa dos Santos
Francisca Celsa dos Santos (Cascavel, 21 de outubro de 1904 – Fortaleza, 5 de outubro de 2021) foi uma supercentenária brasileira com a idade de 116 anos e 349 dias, e que atualmente era a terceira pessoa mais velha do mundo, validada pela Gerontology Research Group em julho de 2020. Celsa dos Santos é considerada a pessoa mais velha da História do Brasil após ultrapassar Maria Gomes Valentin em 4 de outubro de 2019, cuja idade é validada pelo GRG. 

## Biografia
Francisca Celsa dos Santos nasceu em Cascavel, no estado de Ceará, no dia 21 de outubro de 1904, a filha do Raimundo Gertrudes dos Santos e Maria Antonia do Espirito Santo. Antes de 1935, casou-se com Raimundo Celso (1905-1979). Eles tiveram seis filhos no total: Maria Celsa (nascida em 1935), Raimundo Celso filho (1936-falecido), Jose Celso dos Santos (1939-falecido), Gerson Celso dos Santos (1940-falecido), Maria Nazete (nascida em 1946) e Maria Zelia (nascida em 1948). Logo após a morte do marido de Francisca, em 4 de setembro de 1979, ela se mudou para Messejana (região metropolitana de Fortaleza) para morar com sua filha Maria Nazete.
Validada pelo Gerontology Research Group (GRG), ou Grupo de Pesquisa em Gerontologia, como a pessoa mais velha do Brasil e a terceira do mundo, a cearense Francisca Celsa dos Santos morreu por volta das 21h dessa terça-feira (5), aos 116 anos.
Natural de Cascavel, a idosa não estava hospitalizada e morreu em casa, no bairro Messejana, em Fortaleza, após ser acometida por uma pneumonia. Celsa dos Santos foi a última pessoa validada nas Américas nascida em 1904, e também a penúltima sobrevivente validada nascida em 1904. Após sua morte, Lucile Randon se tornou a última sobrevivente validada nascida em 1904.

## Registros de longevidade
A idade de Celsa dos Santos foi oficialmente validada pelo GRG a 9 de julho de 2020, quando tinha 115 anos e 262 dias de idade. Na época, isso a tornava a 25ª pessoa mais velha já validada pelo GRG. Significou também que ela se tornou a brasileira mais velha em toda história, retroativo a 4 de outubro de 2019, quando superou o recorde anterior de 114 anos, 347 dias estabelecido por Maria Gomes Valentim. 
Ela entrou no top 20 dos mais antigos validados de todos os tempos em dezembro de 2020, ultrapassando a idade da espanhola Ana María Vela Rubio de 116 anos e 47 dias. Em 4 de outubro de 2021, Celsa dos Santos ultrapassou a idade de María Capovilla, tornando-se a pessoa mais velha da América do Sul e América Latina validada.
Um dia depois, a 5 de outubro de 2021, Francisca Celsa dos Santos faleceu com 116 anos e 349 dias, faltando apenas 16 dias para completar 117 anos. Ela é atualmente a pessoa validada mais velha a morrer em 2021, e foi a pessoa validada mais velha a morrer desde a morte de Chiyo Miyako em 22 de julho de 2018. Ela também é a pessoa validada mais velha registrada a nunca se tornar a pessoa viva mais velha do mundo, ou mesmo a segunda pessoa viva mais velha do mundo, devido a Kane Tanaka e Lucile Randon.

## Morte
Morreu em 5 de outubro de 2021 em Fortaleza, vítima de pneumonia. Morreu 16 dias antes de completar 117 anos.